# Dagny Bang
Dagny Kristine Bang (Kristiania, 8 de juny del 1868 - Solna, 11 d'agost del 1944) fou una metgessa i política noruega del Partit Liberal, defensora dels drets de les dones.
Va nàixer a Kristiania (actualment Oslo), filla del capità de vaixell Kristian Andersen i de Karoline Larsen; fou adoptada, però, juntament amb la seua germana, pel professor Cathrinus Bang (1822–1898). Al juliol del 1901 es casà amb el mestre Ivar Andreas Refsdal (1872-1937), fill del polític Anfin Larsen Refsdal.
Va realitzar l'examen artium en la Ragna Nielsen School al 1888; es matriculà en Medicina en la Royal Frederick University i es llicencià el 1896. Fou la sisena dona metgessa de Noruega. Va ser candidata mèdica al Rikshospitalet abans d'obrir una clínica privada el 1897. També fou metgessa de l'Escola Primària Vaterland del 1899 al 1933. Continuà els estudis, en Ginecologia i Dermatologia amb viatges d'estudi a l'exterior, i fou especialista certificada en aquesta última matèria des del 1912.
Formava part de la junta directiva de l'Associació Nacional per al Sufragi de les Dones del 1898 al 1902 i de l'Associació Noruega pels Drets de les Dones del 1908 al 1910. Després de les eleccions locals noruegues del 1907, fou diputada de l'Ajuntament de Kristiania durant dos mandats. Fou cofundadora i membre de la junta de la Lliga de Dones del Partit Liberal de Kristiania. Juntament amb Louise Isachsen i Kristine Munch, entre d'altres, cofundà la Medical Women's Association el 1921, organització que més tard presidiria durant quatre anys. El 1935 fundà la sucursal noruega d'Open Door International.
Va morir a Solna l'agost del 1944.